# Józefowo (powiat chojnicki)
Józefowo – osada w Polsce na obszarze Parku Narodowego Bory Tucholskie położona w województwie pomorskim, w powiecie chojnickim, w gminie Chojnice w pobliżu zachodniego brzegu jeziora Ostrowite.
W latach 1975–1998 miejscowość administracyjnie należała do województwa bydgoskiego